# Lago Frías (Río Negro)

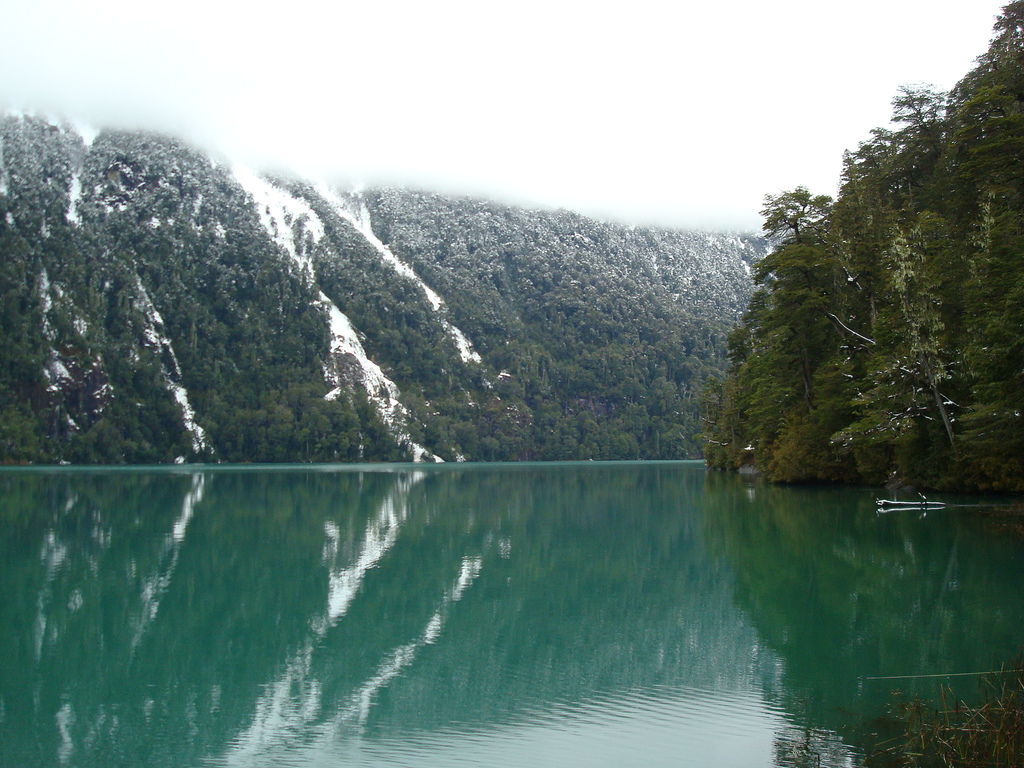
El lago en invierno.

El lago Frías es un espejo de agua de origen glaciar ubicado en el parque nacional Nahuel Huapi en la provincia de Río Negro, Argentina, en el departamento Bariloche.

## Geografía
El lago posee forma de óvalo alargado en dirección norte sur, y se encuentra en una latitud de unos 41° S. Sus márgenes este y oeste están formadas por paredes de roca muy escarpadas recubiertas en parte por vegetación que se sumergen en las aguas, dando al lago Frías la apariencia de un fiordo.
La zona está ubicada al pie de la cordillera de los Andes, por lo que en ella se registra una copiosa precipitación pluvial producto de los vientos húmedos que soplan la mayor parte del año desde el océano Pacífico, existiendo registros de 3500 mm anuales de precipitación. En invierno es la época de mayor registro de precipitaciones, y es el sitio de la República Argentina con mayores registros anuales de precipitaciones.
El lago es alimentado por varios arroyos que aportan agua de deshielo y de las precipitaciones producidas en la zona; el principal es el arroyo Frías, que aporta agua de deshielo de los glaciares del cerro Tronador. En su margen norte el lago descarga en el río Frías, que desemboca en el lago Nahuel Huapi en vecindades de Puerto Blest.
El aporte de los sedimentos transportados por los arroyos, en particular el cauce del río Frías superior que corre por unos 10 km con rumbo Norte desde las estribaciones del Glaciar Frías en el cerro Tronador, le otorga al lago su característico y hermoso tono turquesa, lo que lo convierte en uno de los puntos de atracción más visitados del parque nacional Nahuel Huapí.
En la margen sur del lago se encuentra Puerto Frías, un paraje que cuenta con un pequeño muelle, un puesto de la Gendarmería Argentina y una Oficina de Migraciones. Desde Puerto Frías parte el camino que atraviesa la frontera por el llamado paso Pérez Rosales, y que permite cruzar la frontera entre Argentina y Chile.
Durante los inviernos, algunas porciones del lago llegan a congelarse, lo que otorga al paisaje una inigualable belleza.

## Toponimia

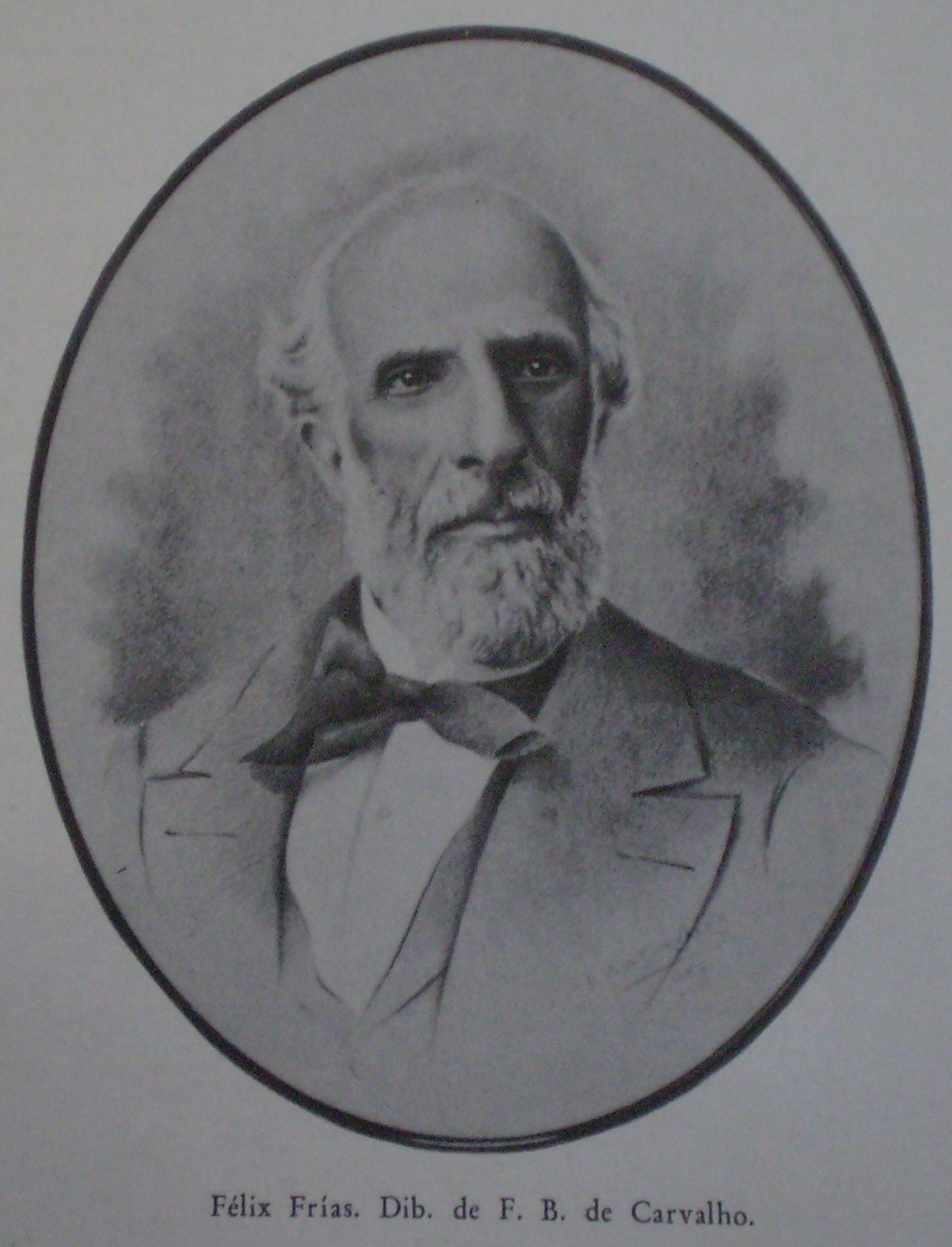
Félix Frías.

Originalmente, el lago fue llamado Lago Frío por el explorador Francisco Fonck. Más tarde, su nombre fue cambiado al muy parecido Lago Frías, en honor a Félix Frías, un político y legislador argentino de fines del siglo XIX. Frías fue el representante argentino en Chile durante el gobierno de Domingo Faustino Sarmiento (1869) y el defensor más acérrimo en la cuestión sobre la soberanía argentina de la Patagonia.

## Navegación
Existe un servicio de lancha que permite atravesar el lago. El servicio es la única vía de conexión entre Puerto Alegre y Puerto Frías. El embarcadero de Puerto Alegre en la margen norte se encuentra unido por un camino vehicular con Puerto Blest, que se encuentra a unos 3 km de distancia.

## Paso de las Nubes
Puerto Frías constituye uno de los extremos de la «travesía del Paso de las Nubes», que permite recorrer por un sendero de suma belleza un tramo de la cordillera de los Andes en proximidades del cerro Tronador. El otro extremo de la travesía de Paso de las Nubes se encuentra en la zona denominada Pampa Linda.
En la zona propiamente del Paso se encuentra el refugio "Agostino Rocca" del Club Andino Bariloche.

## Paso a Chile
Desde Puerto Frías es posible cruzar a Chile por medio de colectivo que circula por un camino para vehículos. El camino se extiende por unos 30 km y cruza a Chile por el paso de Pérez Rosales, llegando a la aldea de Peulla y el lago Todos Los Santos.